# Gran Premi dels Països Baixos del 1953
Resultats del Gran Premi dels Països Baixos de Fórmula 1 de la temporada 1953, disputat al circuit de Zandvoort, el 7 de juny del 1953.

## Resultats
| Pos | No | Pilot                                  | Equip                   | Voltes | Temps/ Retirada | Pos. de sortida | Punts |
| --- | -- | -------------------------------------- | ----------------------- | ------ | --------------- | --------------- | ----- |
| 1   | 2  | Alberto Ascari                         | Ferrari                 | 90     | 2h 53' 35. 8    | 1               | 8     |
| 2   | 6  | Nino Farina                            | Ferrari                 | 90     | + 10.4 s        | 3               | 6     |
| 3   | 16 | Felice Bonetto · José Froilán González | Maserati                | 89     | + 1 Volta       | 13              | 2     |
| 4   | 8  | Mike Hawthorn                          | Ferrari                 | 89     | + 1 Volta       | 6               | 3     |
| 5   | 18 | Toulo de Graffenried                   | Maserati                | 88     | + 2 Voltes      | 7               | 2     |
| 6   | 24 | Maurice Trintignant                    | Gordini                 | 87     | + 3 Voltes      | 12              |       |
| 7   | 10 | Louis Rosier                           | Ferrari                 | 86     | + 4 Voltes      | 8               |       |
| 8   | 36 | Peter Collins                          | HWM - Alta              | 84     | + 6 Voltes      | 16              |       |
| 9   | 34 | Stirling Moss                          | Connaught - Lea-Francis | 83     | + 7 Voltes      | 9               |       |
| Ret | 4  | Luigi Villoresi                        | Ferrari                 | 67     | Accelerador     | 4               | 1     |
| Ret | 28 | Kenneth McAlpine                       | Connaught - Lea-Francis | 63     | Motor           | 14              |       |
| Ret | 20 | Harry Schell                           | Gordini                 | 59     | Transmissió     | 10              |       |
| NC  | 30 | Johnny Claes                           | Connaught - Lea-Francis | 52     | No Classificat  | 17              |       |
| Ret | 12 | Juan Manuel Fangio                     | Maserati                | 36     | Eix/Palier      | 2               |       |
| Ret | 22 | Roberto Mieres                         | Gordini                 | 28     | Transmissió     | 19              |       |
| Ret | 14 | José Froilán González                  | Maserati                | 22     | Part mecànica   | 5               |       |
| Ret | 32 | Ken Wharton                            | Cooper - Bristol        | 19     | Prob. físics    | 18              |       |
| Ret | 26 | Roy Salvadori                          | Connaught - Lea-Francis | 14     | Motor           | 11              |       |
| Ret | 38 | Lance Macklin                          | HWM - Alta              | 7      | Accelerador     | 15              |       |

## Altres
- Pole: Alberto Ascari 1' 51. 1

- Volta ràpida: Luigi Villoresi 1' 52. 8 (a la volta 59)

- Cotxe compartit: Cotxe 16: Bonetto (25 Voltes) i Gonzalez (64 Voltes). Van compartir els punts de la tercera plaça.